# Gorham Parks
Gorham Parks (* 27. Mai 1794 in Westfield, Massachusetts; † 23. November 1877 in Bay Ridge, New York) war ein US-amerikanischer Jurist und Politiker. Zwischen 1833 und 1837 vertrat er den Bundesstaat Maine im US-Repräsentantenhaus.

## Werdegang
Gorham Parks besuchte die öffentlichen Schulen seiner Heimat und studierte danach bis 1813 an der Harvard University. Nach einem anschließenden Jurastudium und seiner 1819 erfolgten Zulassung als Rechtsanwalt begann er in diesem Beruf zu praktizieren. Im Jahr 1823 zog er nach Bangor in Maine, wo er ebenfalls als Rechtsanwalt arbeitete.
Politisch war Parks ein Anhänger von Präsident Andrew Jackson und Mitglied der von diesem gegründeten Demokratischen Partei. 1832 wurde er als deren Kandidat im damals neugeschaffenen achten Wahlbezirk von Maine in das US-Repräsentantenhaus in Washington, D.C. gewählt. Dort trat er am 4. März 1833 sein neues Mandat an. Nach einer Wiederwahl im Jahr 1834 konnte er bis zum 3. März 1837 zwei Legislaturperioden im Kongress absolvieren. Diese waren von den Diskussionen um die Politik von Präsident Jackson geprägt. Dabei ging es unter anderem um die Zerschlagung der Bundesbank und die Durchsetzung des Indian Removal Act gegen den Willen des Obersten Bundesgerichts. Damals kam es auch über ein Einfuhrgesetz zur Nullifikationskrise mit dem Staat South Carolina.
Nach seiner Zeit im Repräsentantenhaus war Parks von 1838 bis 1841 US Marshal für den Bezirk Maine. In den Jahren 1843 bis 1845 fungierte er in der Nachfolge von John Holmes als Bundesstaatsanwalt für Maine. Im Anschluss war er von 1845 bis 1849 amerikanischer Konsul in Brasilien mit Sitz in Rio de Janeiro. Danach zog sich Gorham Parks aus dem politischen Leben zurück. Er starb im November 1877 in Bay Ridge.